# Хилсборо Пајнс (Флорида)
Хилсборо Пајнс (енгл. Hillsboro Pines) насељено је место без административног статуса у америчкој савезној држави Флорида.

## Демографија
По попису из 2010. године број становника је 446, што је 40 (9,9%) становника више него 2000. године.
| Група             | 2000.       | 2010.       |
| Белци             | 372 (91,6%) | 373 (83,6%) |
| Афроамериканци    | 9 (2,2%)    | 23 (5,2%)   |
| Азијати           | 2 (0,5%)    | 2 (0,4%)    |
| Хиспаноамериканци | 19 (4,7%)   | 46 (10,3%)  |
| Укупно            | 406         | 446         |